# Paraptenodytes robustus
A Paraptenodytes robustus a madarak (Aves) osztályának pingvinalakúak (Sphenisciformes) rendjébe, ezen belül a pingvinfélék (Spheniscidae) családjába és a Paraptenodytinae alcsaládjába tartozó fosszilis faj.

## Tudnivalók
A Paraptenodytes robustus a kora miocén korszak idején élt. Maradványait az argentínai Patagonian Molasse-formációban találták meg. Lelőhelyei a Chubut tartományhoz tartozó La Cueva és Trelew nevű városoknál, valamint a Santa Cruz tartományban lévő Puerto San Juliánnál vannak. Eddig több tucat kövülete került elő, azonban meglehet, hogy nem mindegyik hozzá tartozik. Például egy tarsometatarsus nevű lábcsont, meglehet, hogy a Treleudytes crassus taxon része - mely talán külön faj, vagy mégis azonos a Paraptenodytes robustusszal. A korábban Paraptenodytes brodkorbi név alatt leírt pingvinfaj, az újabb kutatások szerint, nagy valószínűséggel a szóban forgó tengeri madár szinonimája.
A feltételezett 70-80 centiméteres magasságával, körülbelül akkora lehetett, mint a modern Magellán-pingvin (Spheniscus magellanicus).

### Fordítás
- Ez a szócikk részben vagy egészben  a   Paraptenodytes robustus című angol Wikipédia-szócikk ezen változatának fordításán alapul.  Az eredeti cikk szerkesztőit annak laptörténete sorolja fel. Ez a jelzés csupán a megfogalmazás eredetét és a szerzői jogokat jelzi, nem szolgál a cikkben szereplő információk forrásmegjelöléseként.